# Blastoconium tropicum
Blastoconium tropicum är en svampart som beskrevs av Cif. 1931. Blastoconium tropicum ingår i släktet Blastoconium, divisionen sporsäcksvampar och riket svampar.   Inga underarter finns listade i Catalogue of Life.